# Meili
Meili je germánský bůh, syn boha Ódina a bratr boha Thóra. Je doložen v Poetické Eddě.

## Svědectví a teorie
V Poetické Eddě v básni Hárbarðsljóð se o něm zmiňuje bůh Thór: 
| „ | Povím ti své jméno, ač jsem tu psanec, a celý svůj rod: jsem Ódinův syn, Meiliho bratr a Magnův otec, temný hromovládce. S Thórem tu mluvíš. Též však chci zvědět, jak tebe zvou. | “ |

V 19. století zastávali někteří učenci názor, že jeho matkou byla Jörd, bohyně a personifikace Země. Viktor Rydberg uvedl že Baldr a Meili jsou stejná osoba.